# هاله سحابی
هاله سحابی (۱۵ بهمن ۱۳۳۶ – ۱۱ خرداد ۱۳۹۰) قرآن‌پژوه، روزنامه‌نگار، فعال ملی-مذهبی، فعال حقوق بشر، فعال حقوق زنان و زندانی سیاسی ایرانی بود. او از اعضای انجمن مادران صلح بود. پدرش عزت‌الله سحابی، رهبر شورای فعالان ملی مذهبی ایران و مادرش زری سحابی، خواهرزاده مهدی بازرگان بود. پدربزرگش یدالله سحابی، نیز از بنیانگذاران نهضت آزادی بود.
سحابی که در جریان اعتراضات پس از انتخابات ۱۳۸۸ به دو سال حبس محکوم شده بود و به دلیل مرگ پدرش عزت‌الله سحابی اجازهٔ مرخصی داشت در روز خاکسپاری او فوت کرد. علت درگذشت وی مبهم است. در منابع نزدیک به مخالفان حکومت ایران گفته شد که وی در جریان درگیری با نیروهای امنیتی کشته شد. اما منابع حکومتی مرگ وی را طبیعی و بر اثر شوک وارده به خاطر مرگ پدرش، سابقه بیماری قلبی و گرمای هوا دانستند.
گزارش‌هایی منتشر شده‌است که خانواده او برای عادی اعلام کردن درگذشت او تحت فشار قرار دارند.

## زندگی
هاله سحابی ضمن فعالیت‌های قرآن پژوهی و تألیف کتاب با دو ماهنامه چشم‌انداز ایران نیز همکاری داشت و هم‌زمان در دفاع از حقوق زندانیان سیاسی فعال بود. هاله سحابی فارغ‌التحصیل رشته فیزیک از دانشگاه تهران بود و به زبان‌های انگلیسی، فرانسوی و عربی تسلط داشت. او شاعر و مدرس زبان فرانسوی نیز بود. هاله سحابی مدتی در فرانسه تحصیل و زندگی کرده بود. او دارای آثار نقاشی نیز بود. به گفته سرور طلیعه، همسر ابراهیم یزدی:
در نوفل لوشاتو من مراقب قابلمه و خوراکی‌های آقای خمینی بودم که مبادا کسی آن را سمی کند. غذای آقای خمینی را من درست می‌کردم. من و هاله سحابی و حاج آقا طاهری مراقب بودیم هر چیزی که قرار است آیت‌الله خمینی بخورد پاک و پاکیزه باشد.

### بازداشت در سال ۱۳۸۸
هاله سحابی در بحبوحه انتخاباتی سال ۸۸، در ۱۴ مرداد ۱۳۸۸ در میدان بهارستان پس از جراحت در ناحیه پیشانی، دستگیر شد. هاله‌ ۱۳ روز بعد از بازداشتگاه آزاد شد او بعدا از سوی شعبه ۲۶ دادگاه انقلاب اسلامی تهران به اتهام تبلیغ علیه نظام از طریق حضور مکرر در تجمعات غیرقانونی و اخلال در نظم عمومی محاکمه و به دو سال حبس تعزیری و پرداخت جریمهٔ نقدی محکوم گردید. در نتیجه این حکم، هاله سحابی در ۱۱ بهمن ۱۳۸۹ خود را به زندان معرفی کرد.
شورای فعالان ملی-مذهبی ایران در بیانیه‌ای اعلام کرد که با توجه به بیماری دیابت هاله سحابی و زخمی شدن او در هنگام دستگیری، سلامتی او به شدت تهدید می‌شود. هاله سحابی پس از بیماری پدرش، عزت‌الله سحابی، شرط مقامات زندان برای نوشتن تعهدنامه برای آمدن به مرخصی را رد کرد. پس از تشدید بیماری عزت‌الله سحابی، خانواده هاله سحابی برای او تقاضای مرخصی کردند، اما مقامات زندان شرط مرخصی را، نوشتن تعهدنامه اعلام کردند. با این همه پس از به اغما رفتن عزت‌الله سحابی، مسئولان زندان بدون قید و شرطی، به هاله سحابی مرخصی موقت او دادند.

## درگذشت

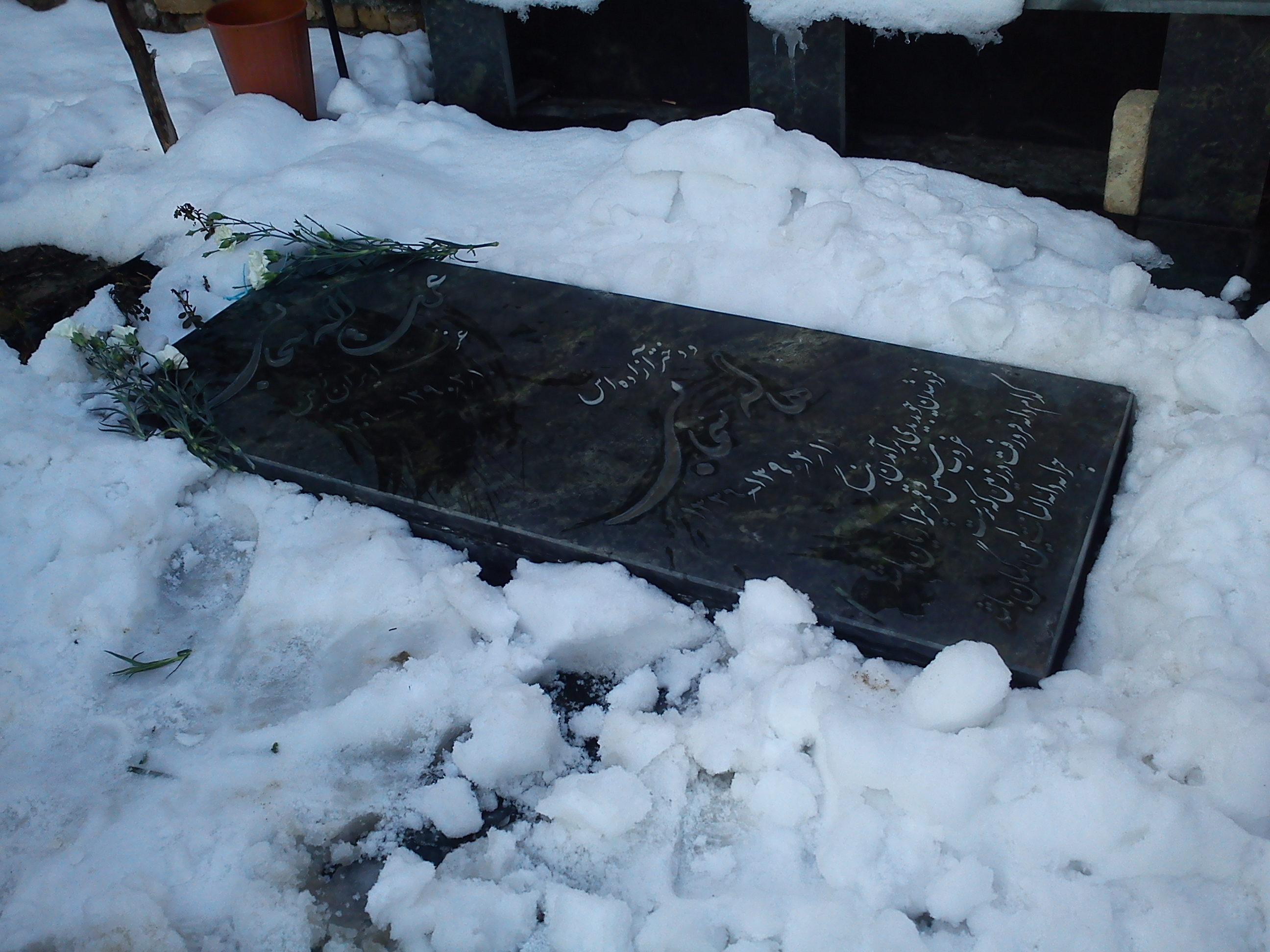
هاله سحابی در جوار پدرش

در تاریخ ۱۱ خرداد ۱۳۹۰ خورشیدی، هاله سحابی که مشغول تشییع جنازه پدرش، عزت‌الله سحابی بود، در پی هجمه و درگیری همراه با خشونت از طرف نیروهای امنیتی دچار «ایست قلبی» شده و کشته شد. بنا به گفته نزدیکان وی علت سکته قلبی، ضربه نیروهای امنیتی به ناحیه ریه و شکم بوده‌است.

### روایت نزدیکان از واقعه
در صفحه فیس‌بوک عزت‌الله سحابی، سخنان یحیی شامخی، فرزند هاله سحابی نقل شده که گفته‌است: «موقعی که پیکر مهندس سحابی را برای تشییع بیرون آوردیم مأموران جلوگیری کردند و اجازه تشییع ندادند، جروبحث شدید شد و فضا متشنج بود. خیلی اذیت کردند و بالاخره جنازه را به زور کشیدند و بردند. جنازه را که به زور کشیدند، مادرم افتاد. بی‌هوش بود، تا دکتر به ما گفت ایست قلبی کرده. مادرم هم رفت». در این راستا منصور سحابی، برادر عزت‌الله سحابی در گفتگوی کوتاهی اعلام کرده‌است ایست قلبی او ناشی از ضرباتی است که به شکم و ریه او وارد شده‌است.
رادیو فردا به نقل از یکی از شاهدان عینی می‌گوید: «... من، هاله و چند زن دیگر جلو راه می‌رفتیم تا راه برای جسد باز شود. یک باره یک نیروی امنیتی به سمت هاله آمد که عکس پدرش را در دست داشت. عکس را از دست هاله کشید. فریاد کشیدم که: صاحب عزاست، چکارش داری؟ که هاله بر روی زمین افتاد. مأموران امنیتی فکر می‌کردند وضعیت هاله صحنه‌سازی است. فریاد می‌کشیدند و لگد می‌زدند تا از جا بلند شویم و بلندش کنیم. به صورتش ضربه زدیم، آب بر سر و صورتش پاشیدیم، پزشکانی که در محل بودند تنفس مصنوعی دادند اما هاله به هوش نیامد، نفس نمی‌کشید.»
حسین شاه‌حسینی از فعالان ملی مذهبی و از حاضران در مراسم تشییع جنازه عزت‌الله سحابی دربارهٔ علت مرگ هاله سحابی می‌گوید: «یک جوانی با ته آرنج به سینه هاله سحابی زد و هاله بر زمین افتاد. دکتر تقی شامخی و دکتر حبیب‌الله پیمان و چند نفر دیگر آمدند و با ماشین شخصی ایشان را به سمت درمانگاه حرکت کردند.»حبیب‌الله پیمان رهبر جنبش مسلمانان مبارز و از حاضران در مراسم تشییع جنازه عزت‌الله سحابی نیز می‌گوید:
هاله درحالی که عکس پدر را در دست داشت دوش به دوش تعدادی از خانم‌ها حرکت می‌کرد که با ممانعت مأموران روبرو شد و پس از قدری گفتگو و مشاجره چند گامی بیش جلوتر نرفته بود که با یک هجوم عکس‌ها را ا زدست او و همراهان ربوده بی‌اعتنا به اعتراض هاله که این عکس پدر من است و تصریح همراهان که ایشان دختر مهندس سحابی است، پاره کردند. شاهدان می‌گویند هاله برای پس گرفتن عکس پدر قدم جلو گذاشت وسعی کرد عکس را از دست مهاجم خارج کند که با ضربه دو دست به عقب پرت شد. هاله تعادل خودرا ازدست می‌دهد و نقش زمین می‌گردد. دست کم دو شاهد دیگر گفته‌اند درست پیش از آنکه هاله بر زمین بیفتد یک لباس شخصی با آرنج بر پهلوی هاله می‌کوبد و او بر زمین می‌افتد.
سحام نیوز از سایت‌های نزدیک به مهدی کروبی، در خبری اعلام کرد که محمد معتقد لاریجانی، فرماندار شمیرانات که پیش از این به عنوان فرمانده حملات به منزل مهدی کروبی شناخته می‌شد، فرماندهی نیروهای امنیتی در مراسم تشییع جنازه عزت‌الله سحابی را نیز به عهده داشته‌است. همچنین رادیو فردا در خبری دیگر به نقل از کسانی که بدن وی را هنگام شستشو دیده‌اند گفت هیچ اثری مبتنی بر معاینات تخصصی پزشکی قانونی بر بدن وی وجود نداشت. همچنان که هیچ اثری از کبودی نیز در بدنش دیده نمی‌شد.

### روایت منابع رسمی حکومتی
منابع دولتی، علت مرگ او را «ایست قلبی» اعلام کرده‌اند. منابع رسمی اعلام کردند که در پی تشنج پیش آمده در میانه مراسم تشیع جنازه عزت‌الله سحابی، هاله سحابی دچار حمله قلبی شده و سریعا به درمانگاه منتقل شد اما در درمانگاه بر اثر ایست قلبی درگذشت. این منابع، روایت‌هایی که به ضرب و جرح هاله سحابی اشاره داشتند را فرافکنی و دروغ دانستند.‌ در این مراسم، هاشم صباغیان نیز دچار حمله قلبی شده بود.
علیرضا جانه مدیرکل امنیتی انتظامی استانداری تهران در گفتگو با ایسنا اعلام کرد: «علت فوت خانم هاله سحابی، درگیری با نیروهای امنیتی نبوده‌است؛ چرا که ایشان بیماری قلبی داشته‌اند، مدارک پزشکی وی نیز موجود است. فوت پدر و گرمای هوا مزید بر علت و منجر به فوت ایشان شد. خبر منتشر شده از سوی برخی سایت‌های خبری مبنی بر این‌که نیروهای امنیتی و انتظامی با خانم سحابی درگیر شده‌اند، به هیچ وجه صحت ندارد. خانوادهٔ ایشان همکاری خوبی با ما داشته‌اند. ما نیز در بحث مراسم تدفین به خانوادهٔ ایشان کمک کردیم.»

یک هفته بعد از واقعه درگذشت، سایت جوان‌آنلاین اسنادی را که شامل گزارش معاینه جسد، فرم پزشکی قانونی، گواهی فوت، برگ اظهارات اولیای دم و نیز اظهارات پزشک معتمد خانواده سحابی را منتشر کرد که همگی دال بر ایست قلبی بودن بر اثر بیماری‌های زمینه‌ای بود. در میان این اسناد، برگه‌ای قرار داشت که اظهارات تقی شامخی، ‌همسر هاله سحابی را ثبت کرده بود و در آن آمده بود که:
«صبح خانمم با یک دسته گل و عکس مرحوم پدرش می‌آمد و حین پیچیدن مأموران دسته گل را می‌گیرند و عکس مرحوم سحابی را پاره می‌کنند و عکس یک خانم دیگر را پاره می‌کنند و دسته گل را بر می‌دارند و با آن شخص مشاجره لفظی می‌کنند و دقیقاً نمی‌دانیم مشاجره بوده یا مأمور وی را هل داده است و حدود 10 تا 20 قدم پایین‌تر، وی با وضعیت عصبی می‌افتد.»

## دفن
به نوشته وبگاه کلمه، پیکر هاله سحابی همان روز درگذشت به منزل وی منتقل و بعد از ظهر بدون خانواده از آنجا توسط مأموران به بهشت فاطمه لواسانات انتقال یافت. مأموران برای گرفتن پیکر وی منزلش را به محاصره درآوردند. پلیس جنایی که برای معاینه و صدور گواهی فوت هاله سحابی از اظهارات شاهدان مرگ هاله سحابی را شنید. نهایتاً پیکر وی شبانه دفن شد.
بدن هاله سحابی، در تاریکی شب به خاک سپرده شد، برای شستشوی بدن وی، غسال زنی در آن ساعت، در قبرستان فاطمیه لواسان حضور نداشت، بدن او در زیر نور شمع، و توسط دوستان خانوادگی، شستشو و تدفین شد، و با ندای «یا زهرا» مادران صلح و دیگران تا محل دفن، در جوار پدرش، تشییع شد.
دادستانی ایران، دلیل کالبدشکافی نشدن جسد هاله را درخواست خانواده او اعلام کرد. همچنین در منابع مرتبط به جمهوری اسلامی، خبرهایی از سرعت در دفن جسد توسط خانواده مطرح شده است که فرصت کالبدشکافی را از مراجع قانونی گرفته بود. این ادعاها با انکارهایی از سوی برخی از نزدیکان خانواده سحابی همراه بود.

## حوادث پس از مرگ
حامد منتظری، نوهٔ حسینعلی منتظری و پسر احمد منتظری در مراسم تشییع پیکر عزت‌الله سحابی، بازداشت شد. دوازده نفر در این مراسم بازداشت شدند. هاشم صباغیان از اعضای نهضت آزادی تحت تأثیر وضعیت پیش آمده در این مراسم دچار فشار قلبی و تهوع شده و به بیمارستان منتقل شد.
هم چنین پس از مرگ هاله سحابی، کلمات «هاله» و «سحابی» در پیامک‌ها توسط مخابرات فیلتر شد.
از برگزاری مراسم ختم عزت‌الله سحابی و هاله سحابی در روز ۱۲ خرداد در مسجد حجت ابن الحسن نیز جلوگیری شد و درگیریهایی روی داد.
در این مراسم نیز امین احمدیان عضو شورای مرکزی سازمان ادوار دفتر تحکیم وحدت بازداشت شد.
خانواده‌های بازداشت شدگان مراسم تشییع جنازه هاله سحابی و عزت‌الله سحابی، نیز در مقابل زندان اوین تجمع کردند.
در پی فراخوان جمعی از فعالان جنبش سبز، جهت برگزاری مراسم گرامیداشت هاله سحابی در مقابل حسینیه ارشاد تهران در تاریخ ۱۴ خرداد ۱۳۹۰، نیروی انتظامی و نیروهای لباس شخصی در عصر روز ۱۴ خرداد در حوالی حسینیه ارشاد حضور پیدا کردند. درگیری‌هایی بین معترضان و نیروهای امنیتی در حوالی خیابان شریعتی و خیابان میرداماد رخ داد و نیروهای امنیتی اقدام به تیراندازی هوایی، جهت متفرق کردن معترضان کردند. در حدود ۱۵ نفر در این روز بازداشت شدند.
از برگزاری مراسم ترحیم برای هاله سحابی در مسجد باب‌الرحمه اصفهان در تاریخ ۱۶ خرداد ۱۳۹۰، توسط نیروهای امنیتی نیز جلوگیری به عمل آمد.
جمعی از فعالان جنبش سبز خواهان برگزاری مراسم گرامیداشت هاله سحابی در تاریخ ۱۷ خرداد ۱۳۹۰ در مقابل دفتر سازمان ملل در تهران شدند. اما حضور پرشمار نیروهای امنیتی و لباس شخصیها در همه خیابان‌ها و کوچه‌های منتهی به محل برنامه، تفتیش عابران و بازداشت تعدادی از آن‌ها مانع از شکل‌گیری هرگونه جمعیتی پیرامون دفتر سازمان ملل متحد شد. محمدجواد اکبرین روزنامه‌نگار که، رابط میان ستاد بزرگداشت هاله سحابی و رسانه‌های خارج از ایران بود نیز در این باره می‌گوید: «مراسم برگزار نشد و از تعداد بازداشت شدگان هنوز خبری دقیق در دست نیست؛ اما دوربین‌های دفتر سازمان ملل تصاویر «مانور وحشت» پلیس و لباس شخصیها را ضبط کرد. قرار است با کمک دکتر عبدالکریم لاهیجی، نایب رئیس فدراسیون جامعه‌های حقوق بشر، شکایتی تنظیم شود که گواهش دوربین‌های سازمان ملل است نه موبایل‌ها و دوربین‌های بی‌پناه ما».

## واکنش‌ها

### واکنش‌های داخلی
احمد منتظری در واکنش به کشته شدن هاله سحابی گفت: مرگ هاله سحابی بر اثر خشونت و ضربهٔ مأموران بود؛ مقامات نظام باید فوراً رسیدگی کنند. منصور سحابی نیز اعلام کرد: ضرب و شتم مردم در کمال بی رحمی بود، علت فوت هاله سحابی ضرب و شتم نیروهای امنیتی بود.
همچنین حامد منتظری در صفحه فیس بوک خود اعلام آمادگی کرد تا در هر دادگاه صالحه‌ای پیرامون مضروب شدن هاله سحابی شهادت دهد: «اینجانب حامد منتظری به حکم صریح آیه قرآن کریم گواهی و شهادت می‌نمایم که در جریان تشییع پیکر مرحوم مهندس عزت‌الله سحابی شاهد ضربه‌ای به بالاتنه خانم هاله سحابی بودم که پس از آن خانم هاله سحابی به حالت غش بر زمین افتاد و فرد ضارب بلافاصله خود را در میان مأمورین نیروی انتظامی و لباس شخصی که در پشت سر او بودند کشیده و از صحنه فرار نمود. اینکه آیا خود ضربه باعث فوت ایشان شده باشد یا شوک حاصل از ضربه و اینکه در هریک از این موارد چه نوع قتلی رخ داده‌است قابل تشخیص اینجانب نیست اما به‌طور حتم ضربه در فوت ایشان تأثیر داشته‌است و لذا به صراحت می‌توان گفت که خانم هاله سحابی به قتل رسیده‌است. اینجانب حاضر به تکرار شهادت فوق در هر دادگاه صالحه‌ای می‌باشم.» یک فایل صوتی نیز ابتدا در یوتیوب منتشر و سپس در وبگاه جرس بازنشر داده شد که در آن فردی که ادعا می‌شود پزشک معالج سحابی در هنگام انتقال به بیمارستان بوده‌است؛ درگذشت وی بر اثر ایست قلبی را انکار می‌کند.
علی مطهری در آذرماه ۱۳۹۰ دربارهٔ مرگ هاله سحابی گفت: «از وزیر اطلاعات درباره مرگ هاله سحابی سؤال کردیم تا به کمیسیون بیاید و توضیحاتی را ارائه بدهد؛ قرار شد که سی‌دی حاوی فیلم مربوط به وقایع تشییع جنازه عزت‌الله سحابی را به ما بدهند تا آن را مشاهده کنیم و اگر قانع نشدیم، وزیر به صحن علنی بیاید و توضیح بدهد.»وزارت اطلاعات در پاسخ به سؤال علی مطهری اعلام کرده‌است که آن‌ها نمی‌خواستند که هاله سحابی از دنیا برود و آنچه اتفاق افتاده، بی‌توجهی مأمور امنیتی بوده‌است. تقی شامخی همسر هاله سحابی در آذرماه ۱۳۹۰، دربارهٔ مرگ هاله سحابی به جرس گفت: «ما کلاً پرونده را در دستگاه قضایی مطرح کردیم و تقریباً یکماه پیش این مسئله را به آن‌ها بیان کردیم که شاهدانی هستند که می‌خواهند برای شهادت در دادگاه حضور یابند و شهادت دهند. الان هم منتظر هستیم تا از دادگاه شهود را بخواهند تا در آنجا آنچه که لازم است توضیح دهند.»
شیرین عبادی در مصاحبه‌ای با دویچه‌وله مرگ هاله سحابی را قتل عمد دانست. ابوالحسن بنی صدر، مجتبی واحدی، اردشیر امیرارجمند، جبهه مشارکت، جنبش مسلمانان مبارز، شورای فعالان ملی مذهبی، محمد نوری زاد، شورای هماهنگی راه سبز امید، انجمن حامیان حقوق بشر، دفتر تحکیم وحدت، انجمن مادران صلح، معصومه ابتکار، محمود امجد، اسدالله بیات زنجانی، فائزه هاشمی، حبیب‌الله پیمان، عبدالعلی بازرگان، علی شکوری‌راد، عبدالله نوری، مصطفی معین، خانواده مهدی کروبی، حسن یوسفی اشکوری، رضا علیجانی، صدیقه وسمقی و خانواده‌های محمود طالقانی، علی شریعتی، مهدی بازرگان و ملی مذهبی نیز در بیانیه‌هایی جداگانه، نسبت به کشته شدن هاله سحابی اعتراض کردند. محمد خاتمی نیز درگذشت او را تسلیت گفت. همچنین بیش از بیش از ۷۵۰ نفر از فعالان دموکراسی خواه نیز نسبت به کشته شدن هاله سحابی اعتراض کردند. احمد صدرحاج سیدجوادی نیز اعلام کرد که مسئولیت شهادت هاله سحابی و هدی صابر متوجه کل حاکمیت جمهوری اسلامی است.
هدی صابر نیز در ۱۲ خرداد ۱۳۹۰ در حالی‌که در اوین زندانی بود در اعتراض به مرگ مشکوک هاله سحابی در مراسم تشییع جنازه پدرش عزت‌الله سحابی به همراه امیر خسرو دلیر ثانی دیگر زندانی سیاسی ملی-مذهبی، دست به اعتصاب غذا زد و در ۲۱ خرداد پس از انتقال از زندان به بیمارستان مدرس بر اثر نارسایی قلبی درگذشت. منابع نزدیک به مخالفان حکومت ایران، علت مرگ هدی صابر را ضرب و شتم از سوی مأموران امنیتی زندان اوین، عنوان کرده‌اند.

### واکنش‌های بین‌المللی
درگذشت مبهم هاله سحابی بازتاب‌های بین‌المللی داشت. دولت‌های آمریکا، بریتانیا و حزب سبزهای آلمان خواستار تحقیق فوری و پاسخگویی دولت ایران پیرامون درگذشت مبهم وی شدند. مارک تونر، سخنگوی وزارت امور خارجه آمریکا، گفت: «اگر این خبر که خانم سحابی در اثر اقدامات نیروهای امنیتی فوت کرده صحت داشته باشد، این امر بیانگر بی اعتنایی شدید مقام‌های ایرانی به‌شان و مقام انسان هاست.» نشریات بین‌المللی نظیر گاردین و لس آنجلس تایمز نیز با نوشتن مقالاتی نسبت به مرگ هاله سحابی واکنش نشان دادند.
گزارشگران بدون مرز با انتشار بیانیه‌ای با خانواده وی ابراز همدردی کرد. هم چنین موضوع قتل هاله سحابی در نشست شورای حقوق بشر سازمان ملل مطرح شد.
مراسمی در اعتراض به کشته شدن هاله سحابی، در کشورهای آمریکا، سوئد، مالزی، ترکیه، اتریش، کانادا و فرانسه نیز برگزار شد.

## آثار
- اُحد، قله بحران، قله مدیریت، گردآوری: لطف‌الله میثمی، هاله سحابی، نادر قیداری، نشر صمدیه، چاپ اول زمستان ۸۴